# Класово съзнание
Класовото съзнание е термин в политическата теория и в частност в марксизма, относно групата от убеждения на човек относно собствената му социална класа или икономическа позиция в обществото, структурата на класата и класовия му интерес. Според Карл Маркс, това е ключът към възникването на революция, която „за създаде диктатура на пролетариата, трансформирайки го от работническа маса, без собственост в управляваща класа“.

## Марксистка теория
Въпреки че Карл Маркс рядко използва термина „класово съзнание“, той разграничава „самата класа“, дефинирана като категория от хора с обща връзка със средствата за производство; и „класа за нея самата“, дефинирана като слой, активно преследващ собствените си интереси.
Определянето на социалната класа на човек, може да бъде решаващо за нейното осъзнаване. Марксистите определят класите на базата на тяхната връзка със средствата за производство, особено при притежанието на капитал. Не-Марксистите определят разнообразна Социална стратификация на базата на доход, професия и статус.
В ранната част на 19 век, етикетите „работническа класа“ и „средна класа“ вече са масово използвани: „Старата наследствена аристокрация, подсилена от новото дребно дворянство, дължащо успеха си на търговията, индустриятя и професиите, еволюира във „висша класа“. Нейното съзнание е формирано отчасти от обществените училища и Университети. Висшата класа упорито пази контрола над политическата система, лишавайки не само работническата класа, но също така и средната от право на глас в политическия процес“.